# Kostel svatého Jakuba Staršího (Skuhrov nad Bělou)
Kostel svatého Jakuba Většího je římskokatolický filiální kostel ve Skuhrově nad Bělou. Je chráněn jako kulturní památka České republiky.

## Historie
Barokní kostel sv. Jakuba Většího je dominantou obce. Na stavbu kostela byl použit kámen ze zříceniny hradu. Kostel byl znovuvysvěcen biskupem královéhradeckým Dominikem Dukou v roce 2008.

## Interiér
V interiéru se nachází pozlacený oltář, jehož rám je vytesán z jednoho kusu dřeva památné lípy, která kdysi rostla pod místem současného oltáře a pod níž byla průzračná studánka.

## Bohoslužby
Bohoslužby se konají v neděli v 10.00 a ve čtvrtek v 17.00.

## Okolí kostela
Na přilehlém hřbitově jsou výstavné hrobky podnikatelských rodů Porkertů a Lerchů.